# Stazione di San Miguel
La stazione di San Miguel (Estación San Miguel in spagnolo) è una stazione ferroviaria della linea San Martín situata nell'omonima cittadina della provincia di Buenos Aires.

## Storia
La stazione di San Miguel fu aperta al traffico il 16 febbraio 1896 dalla compagnia Ferrocarril Buenos Aires al Pacífico.